# Чаршан
Чаршан — река в России, протекает по Томской области. Устье реки находится в 12 км по правому берегу протоки Пуриянга реки Кеть. Длина реки составляет 22 км.

## Данные водного реестра
По данным государственного водного реестра России относится к Верхнеобскому бассейновому округу, водохозяйственный участок реки — Кеть, речной подбассейн реки — бассейн притоков (Верхней) Оби от Чулыма до Кети. Речной бассейн реки — (Верхняя) Обь до впадения Иртыша.